# Cristianesimo in Corea
Il cristianesimo in Corea presenta situazioni differenti tra Nord e Sud, a seguito della divisione della Corea in Corea del Nord e Corea del Sud avvenuta nel 1945.

## Al Nord
La Corea del Nord è ufficialmente uno stato ateo. Non ci sono statistiche ufficiali riguardanti le confessioni religiose. Gli atei rappresenterebbero circa il 70% della popolazione. Secondo varie stime, i cristiani oscillerebbero fra lo 0,4% e l’1,5% della popolazione, con un numero compreso fra 100.000 e 400.000 individui. Le attività religiose praticate al di fuori delle associazioni riconosciute dal governo sono perseguitate e la maggioranza dei cristiani nasconde la propria fede.

### Cattolicesimo
Formalmente, la Chiesa cattolica ha in Corea del Nord la diocesi di Pyongyang e la diocesi di Hamhung, diocesi suffraganee dell'arcidiocesi di Seul: entrambe le diocesi nordcoreane sono considerate vacanti e il clero cattolico è assente dal Paese. 
In Corea del Nord l'unica organizzazione cattolica riconosciuta è l'Associazione dei cattolici nordcoreani, nata nel 1988, che non ha rapporti con la Santa Sede ed è controllata dal governo. Secondo fonti ufficiali, i cattolici aderenti all’associazione sono circa tremila, ma secondo altre stime sarebbero circa 800. Nel Paese c’è una sola chiesa cattolica autorizzata, la Chiesa di Changchung, ubicata a Pyongyang e gestita dall’Associazione dei cattolici nordcoreani; la chiesa non dispone di sacerdoti ordinati e le funzioni sono celebrate dal clero straniero. Nel 2018 papa Francesco si è dichiarato disponibile a visitare la Corea del Nord.

### Protestantesimo
In Corea del Nord l'unica organizzazione protestante riconosciuta è la Federazione Cristiana di Corea. L'associazione, fondata nel 1946,  comprende ufficialmente circa 10.000 membri ed è controllata dal governo. La Federazione cristiana di Corea sovrintende alle uniche due chiese protestanti autorizzate nel Paese, cioè la Chiesa Bongsu e la Chiesa Chilgol, entrambe ubicate a Pyongyang.

## Al Sud
In Corea del Sud, il cristianesimo è una religione molto praticata. I cristiani rappresentano circa il 28% della popolazione: di essi, l'8% sono cattolici e il 20% circa sono protestanti. La maggioranza della popolazione (circa il 56%) non segue alcuna religione.

### Cattolicesimo
Dal punto di vista territoriale, in Corea del Sud la Chiesa cattolica è organizzata con tre sedi metropolitane (l'arcidiocesi di Seul, l'arcidiocesi di Gwangju e l'arcidiocesi di Daegu) e 12 diocesi suffraganee.

### Ortodossia
La Chiesa ortodossa è presente nella penisola coreana con l'Eparchia di Corea, istituita il 26 febbraio 2019 come parte dell'Esarcato patriarcale del sud-est asiatico della Chiesa ortodossa russa.

### Protestantesimo
In Corea del Sud, i gruppi protestanti maggiormente rappresentati sono di orientamento presbiteriano, battista, metodista, luterano e pentecostale; sono presenti anche gli anglicani. 
Tra le denominazioni protestanti più importanti si possono citare:
- Chiesa presbiteriana di Corea (TongHap): di orientamento presbiteriano, è la maggiore denominazione protestante presente nella Corea del Sud e fa parte della Comunione mondiale delle Chiese riformate: conta circa 2.550.000 membri;
- Chiesa coreana metodista: è la maggiore denominazione metodista della Corea del Sud: conta circa 1.500.000 membri;
- Chiesa evangelica di Yoido, di orientamento pentecostale: conta circa 1.000.000 di membri;
- Convenzione battista coreana: è affiliata all’Alleanza mondiale battista: conta circa 520.000 membri;
- Chiesa presbiteriana della Repubblica di Corea, di orientamento presbiteriano: conta circa 335.000 membri;
- Manmin Central Church: è una chiesa evangelica che conta circa 120.000 membri;
- Chiesa anglicana di Corea: appartiene alla Comunione anglicana e nel 1992 è diventata una Chiesa indipendente, con giurisdizione su tutta la penisola di Corea: conta circa 65.000 membri;
- Chiesa luterana di Corea: è l’unica denominazione luterana nella Corea del Sud: conta circa 2.000 membri.